# Зеленоградская ВЭС
Зеленоградская ВЭС — ветряная электростанция, расположенная в районе посёлка Куликово Зеленоградского района Калининградской области России. Долгое время являлась крупнейшей ветроэлектростанцией России. Выведена из эксплуатации в 2018 году.

## Описание
Установленная электрическая мощность станции составляла 5,1 МВт.
На Зеленоградской ВЭС были смонтированы:
- 1 ветроустановка типа Wind World 4200/600 мощностью 0,6 МВт;
- 20 ветроустановок типа Vestas V27/225 мощностью по 0,225 МВт каждая.

## История строительства и эксплуатации
В мае 1998 года в посёлке Куликово была установлена первая ветроэнергоустановка (ВЭУ) мощностью 0,6 МВт. 10 октября 1998 года «Янтарьэнерго» и датская компания SЕАS Energi Service А. S., входящая в состав материнской компании SЕАS Distribution A.m.b.a., эксплуатирующая более 200 ветроустановок в Дании, подписали «Соглашение о намерениях взаимовыгодного сотрудничества в возведении в Калининградской области РФ первой ветроэлектрической станции мощностью до 5 МВт». «Янтарьэнерго» получило по гранту правительства Дании 20 бывших в употреблении ВЭУ — до этого они восемь лет проработали в датском ветропарке «Нойсомхед Винд Фарм». В 2000 году были установлены 4 ВЭУ, в 2002 году остальные 16 ВЭУ.
Оборудование Зеленоградской ВЭС приобреталось бывшим в употреблении (1992—1993 года выпуска) и вводилось в эксплуатацию в период с 1998 по 2002 гг. На конец 2010 года 7 ветроустановок находились в ремонте. На конец 2012 года 5 ветроустановок находились в ремонте.
Выработка электрической энергии на ВЭС составила:
- в 2008 году — 4 690 тыс кВт⋅ч[3]
- в 2009 году — 3 538 тыс кВт⋅ч[1];
- в 2010 году — 3 596 тыс кВт⋅ч[1];
- в 2011 году — 3 878 тыс кВт⋅ч[2];
- в 2012 году — 3 057 тыс кВт⋅ч[2].

Расход электроэнергии на собственные производственные нужды ВЭС составил в 2012 году 0,33 %. Коэффициент использования установленной мощности в том же году составил 6,8 %. Низкие значения обусловлены погодными условиями (неравномерностью ветровой нагрузки). Вырабатываемая электроэнергия поступала потребителю по местным электрическим сетям напряжением 0,4 кВ.
Себестоимость киловатт-часа, вырабатываемого ветропарком, составляла в 2007 году 25—35 копеек (скорее всего, без учета капитальных затрат).
В 2018 году Зеленоградская ВЭС была выведена из эксплуатации, с целью замещения ее мощностей на новой площадке была построена Ушаковская ВЭС мощностью 6,9 МВт. 24 октября 2018 года во время шторма шквалистым ветром была повалена и разрушена одна из ветроустановок типа Vestas V27/225.